# Bathysa cuspidata
Bathysa cuspidata är en måreväxtart som först beskrevs av A.St.-hil., och fick sitt nu gällande namn av Joseph Dalton Hooker och Karl Moritz Schumann. Bathysa cuspidata ingår i släktet Bathysa och familjen måreväxter. Inga underarter finns listade i Catalogue of Life.